# اينغينايرو بابلو نوخيوس (مدينة)
اينغينايرو بابلو نوخيوس (بالإسبانية: Ingeniero Pablo Nogués)‏ هي منطقة سكنية تقع في الأرجنتين في Malvinas Argentinas Partido.[بحاجة لمصدر] يقدر عدد سكانها بـ 38,470 نسمة وترتفع عن سطح البحر 20 متر.